# Gabriel Matzneff
Gabriel Matzneff (Neuilly-sur-Seine, 12 agosto 1936) è uno scrittore francese.
Di origine russa, controverso personaggio, fedele ortodosso ma al contempo dedito al libertinaggio estremo, ha descritto le sue attività pedofile, pederaste ed efebofile-ebefilie e di turismo sessuale in molti dei suoi libri e sul suo sito web ufficiale, e ne ha discusso in apparizioni televisive. Tuttavia, rimase al riparo da qualsiasi procedimento penale durante tutta la sua carriera letteraria e beneficiò di un ampio ed entusiasta sostegno all'interno del mondo letterario francese, il tutto nonostante il fatto che i suoi libri non vendessero bene tra il pubblico in generale.
L'11 febbraio 2020, in seguito al libro denuncia dell'ex amante adolescente all'epoca quattordicenne, Vanessa Springora, i pubblici ministeri francesi hanno annunciato l'avvio di un'indagine penale. Matzneff fu chiamato a comparire davanti a un tribunale di Parigi il giorno successivo, ma non si presentò essendosi rifugiato in Italia dal mese precedente. Il procedimento è stato archiviato per intervenuta prescrizione il 7 ottobre 2021, mentre un nuovo processo è iniziato nel 2024.

## Biografia
Gabriel Michel Hippolyte Matzneff proviene da una nobile famiglia russa, portatori del titolo di conte, emigrata in Francia in seguito alla rivoluzione. La madre è di origine ebraica.
Svolge il servizio militare poco dopo la fine della seconda guerra mondiale in Francia (1944-45). I suoi commilitoni lo soprannominarono Gab la Rafale ("Gab la Raffica") in quanto imbattibile come tiratore: «A 200 metri mettevo una pallottola nel culo di una mosca».
Dal 1953 inizia a tenere un diario personale, che pubblicherà dal 1976 al 31 dicembre 2008 col titolo di Carnets noirs (Quaderni neri) e poi sotto il titolo di Journaux dal 2009 al 2019.
Nel 1959 si reca in Algeria per approfondire l'epigrafia latina. Qui scrive il saggio, tra i suoi più celebri, sul suicidio presso gli antichi Romani, raccolto nel volume Le Défi (1965). Il 6 novembre 1959 si arruola nel reggimento fanteria coloniale.
Al suo rientro a Parigi, nel 1961, comincia a pubblicare suoi testi su varie riviste (tra cui la rivista della teologia ortodossa Contacts e La Table ronde) e sul quotidiano Combat.
Ha collaborato con numerose testate, di vario orientamento politico: Aux Écoutes, Notre République, La Nation française, Pariscope, Les Nouvelles littéraires, Matulu, Le Nouvel Adam, Le Quotidien de Paris, Le Figaro, Le Monde, Impact Médecin, la Revue des deux Mondes, Newmen, L'Idiot international, Le Choc du mois. Altri suoi scritti sono apparsi su La Revue Littéraire, L'Indépendance, Éléments, La Presse littéraire e Le Point.

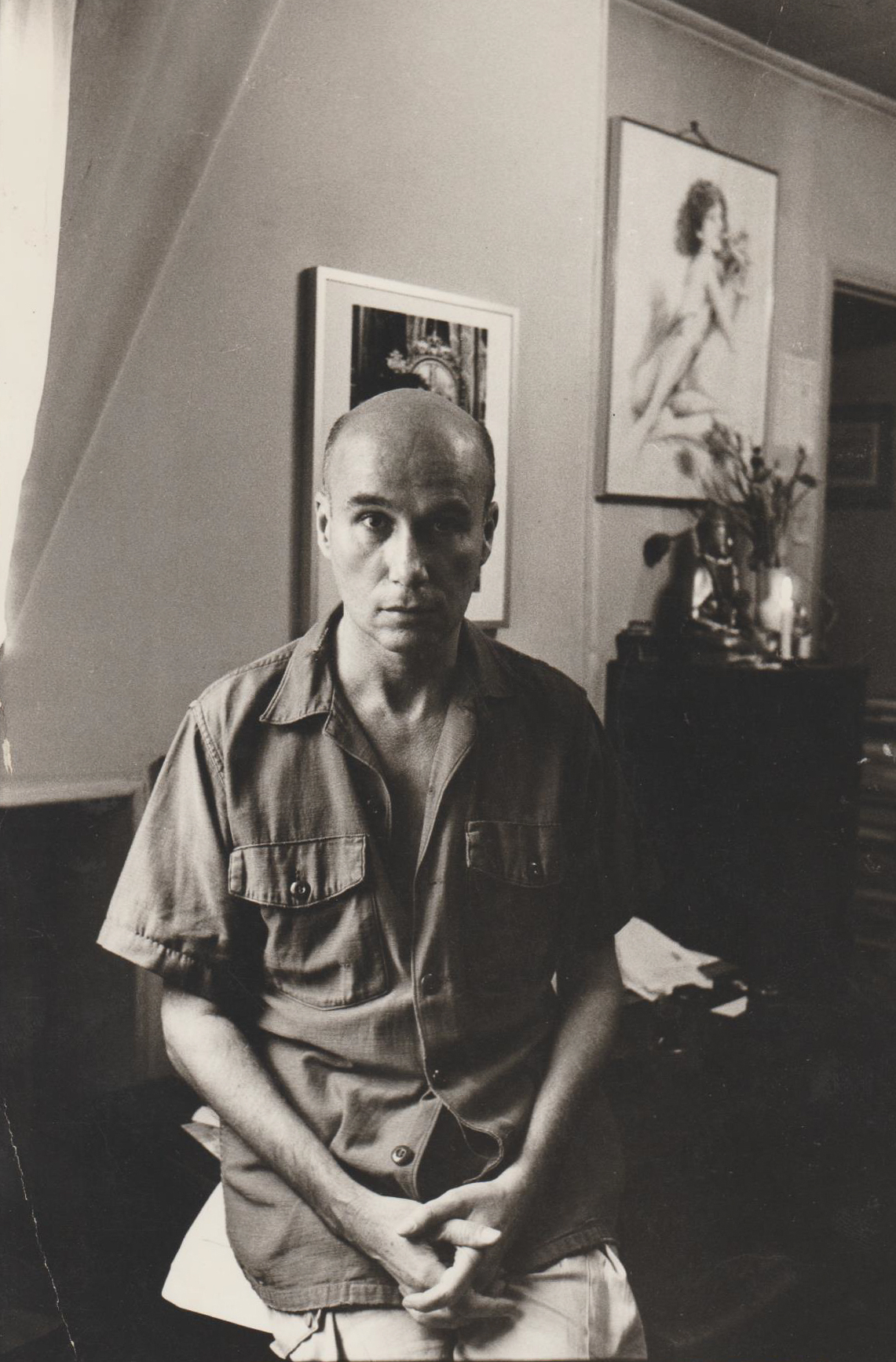
Matzneff nel 1983

Di religione cristiana ortodossa, è un grande appassionato nonché studioso della storia di Roma antica. 
Nel 1973, assieme all'erede ed esecutore testamentario di Henry de Montherlant, sparse a Roma le ceneri dello scrittore suicida nel 1973, a causa di una malattia e, secondo Pierre Pascal, delle accuse diffamatorie di pederastia ricevute da Roger Peyrefitte. Matzneff e il figlio adottivo di Montherlant sparsero il contenuto dell'urna nel Tevere e sulle lastre del Tempio di Portuno. Le ceneri caddero nei pressi dell'Isola Tiberina e – come raccontò Matzneff nel Figaro – sul Foro, lanciate da «un muretto a gomito che domina l'arco di Settimio Severo e la Curia e che, secondo una tradizione antica, è il punto preciso in cui Remo e Romolo furono allattati dalla Lupa». Era la notte tra il 21 e il 22 marzo 1973. «La luna alta nel cielo» – scrive Matzneff – «rischiarava il paesaggio di morte ed un complice vento portò Montherlant verso l'angolo occidentale della basilica Emilia, là dove l'Argileto sfocia sul Foro... Simili alle ali diafane di una farfalla, alcune ceneri caddero volteggiando sulle foglie degli oleandri». Matzneff aggiunse che: 
(Gabriel Matzneff, Le défi, Paris, La table ronde, 1988)
Dal 1970 al 1973 fu sposato con Tatiana Scherbatcheff. Le sue opere, tra narrativa, saggistica, poesia, diaristica, sono state pubblicate principalmente da Gallimard e da La Table ronde. Legato alla Russia per le sue origini e all'Italia, in un'intervista rilasciata al quotidiano Il Foglio ha dichiarato di aver appreso l'italiano guardando i film di Totò.

### Le accuse di pedofilia e lo scandalo
Il 26 gennaio 1977, ha promosso una petizione di firme per la depenalizzazione del reato di pedofilia dal codice penale francese. L'appello, riguardante l'eliminazione dell'età del consenso, era stato sottoscritto da vari intellettuali vicini al Sessantotto francese, quali: Simone de Beauvoir, Roland Barthes, Gilles Deleuze, André Glucksmann, Félix Guattari, Jack Lang, Bernard Kouchner, Jean-Paul Sartre e Philippe Sollers.
Ha dichiarato di avere un orientamento sessuale "pederasta" bisessuale e per tutta la vita ha avuto rapporti sessuali di tipo pedofilo, ebefilo ed efebofilo con decine di ragazzini, ragazzine e adolescenti tra i 10 e i 16 anni a Parigi e, da turista sessuale, in Thailandia e Filippine (secondo le sue parole bambini e ragazzini tra 8 e 14 anni) descrivendo minuziosamente quegli atti nella sua corposa opera letteraria, in particolare ne I minori di sedici anni (1974, ritirato dal commercio nel 2020), I miei amori decomposti e Les passions schismatiques, oltre che nei suoi diari (Carnets, sul modello di quelli tenuti da Montherlant) prima che il libro di una delle sue presunte vittime, l'editrice e scrittrice Vanessa Springora, facesse esplodere la polemica e il caso giudiziario; infatti la procura parigina sta indagando Matzneff: è indagato per stupro di minore (benché la Springora non abbia parlato di stupro violento ma di rapporti avvenuti tramite manipolazione psicologica, mentre Matzneff ha dichiarato trattarsi di una relazione amorosa vera e propria alla luce del sole) e rapporti sessuali illeciti al di sotto dell'età del consenso (15 anni in Francia) dal giorno dopo la pubblicazione del libro Le Consentement di Springora, benché il caso della donna sia teoricamente prescritto essendo passati più di 20 anni. Il procuratore di Parigi, Remy Heitz, ha spiegato che l’inchiesta si concentrerà sugli «stupri commessi contro minori» di età inferiore ai 15 anni. Heitz ha affermato che, al di là degli eventi descritti da Springora, l’indagine «lavorerà per identificare tutte le altre eventuali vittime di crimini della stessa natura in Francia o all’estero»; il libro della Springora è stato pubblicato in Italia con il titolo Il consenso (ed. La nave di Teseo, 2020).
L'editore italiano Liberilibri ha invece pubblicato il libro di memorie di Matzneff (dove afferma di aver avuto una storia d'amore consensuale con l'allora quattordicenne Springora) scritto in risposta al libro di Springora, intitolato Vanessavirus (2021), con la traduzione del giornalista conservatore Giuliano Ferrara, il quale ha scritto articoli su il Foglio in difesa dello scrittore, sostenendo sia una vittima del movimento MeToo. Il libro è stato rifiutato in Francia e pubblicato in Italia (dove l'età del consenso è 14 anni). Per gli articoli scritti in difesa di Matzneff, Ferrara ha avuto numerose critiche anche dal suo stesso ambiente politico, di ispirazione conservatrice e cattolico (Costanza Miriano, Silvana De Mari, Luca Volontè, ecc.), mentre la posizione di Ferrara è stata condivisa sullo stesso giornale da un altro giornalista cattolico, Camillo Langone. Altri come Giampiero Mughini ne hanno difeso comunque l'opera letteraria, contestualizzando la vita dell'autore nell'epoca post-sessantottina e della rivoluzione sessuale. In Francia Matzneff, per anni vicino al Partito Socialista di Mitterrand, considerato di sinistra e amato dalla gauche caviar, nonché titolare di onorificenze e una pensione per meriti artistici nonostante avesse reso pubbliche le sue inclinazioni già negli anni '90, è stato pressoché emarginato dalla vita culturale. Uniche voci in suo sostegno in Francia, quella del fondatore della Nuova Destra Alain de Benoist il quale ha affermato che è "in possesso di un libertinismo aristocratico di cui si può pensare quello che si vuole, ma (...) non ha mai violentato nessuno e mai condivideva il suo letto tranne che con i suoi giovani amanti", e l'amico scrittore Frédéric Beigbeder.
Malato di cancro da tempo, e rischiando l'arresto e un processo fino a 20 anni di carcere, si è rifugiato in Italia dal gennaio 2020 (il libro  Vanessavirus è stato scritto a Bordighera, in Liguria), dichiarandosi pentito, pur giustificandoli in parte con l'atmosfera sociale e giuridica del periodo, di molti degli atti compiuti, in particolare l'aver usufruito di prostituzione minorile in Filippine e Thailandia.
Il 7 ottobre 2021 il processo intentato dalla procura di Parigi per "apologia di pedocriminalità" viene definitivamente dichiarato nullo e archiviato per intervenuta prescrizione dalla corte d'appello. Un nuovo procedimento per fatti risalenti al periodo 1977-1987 e coinvolgente altre persone è stato intentato contro Matzneff nel giugno 2024.

## Opere
Elenco incompleto
- Gabriel Matzneff, Le Défi, Paris, éditions de la Table ronde, 1965.
- Gabriel Matzneff, L'archimandrite : roman, Paris, éditions de la Table ronde, 1966.
- Gabriel Matzneff, Le carnet arabe, Paris, éditions de la Table ronde, 1971.
- Gabriel Matzneff, Les Moins de seize ans, Paris, éditions Julliard, 1974.
- Gabriel Matzneff, Ivre du vin perdu, Paris, éditions de la Table ronde, 1981.
- Gabriel Matzneff, Mes amours décomposés : 1983-1984, Paris, éditions Gallimard, 1990.
- Gabriel Matzneff, Calamity Gab : janvier 1985 – avril 1986, Paris, éditions Gallimard, 2004.
- Gabriel Matzneff, Carnets noirs 2007-2008, Paris, Éditions Léo Scheer, 2009.
- Gabriel Matzneff, Séraphin c'est la fin !, Paris, La Table Ronde, 2013.

### Traduzioni italiane
- Gabriel Matzneff, I minori di sedici anni, traduzione di Giancarlo Pavanello, Milano, ES, 1994.
- Gabriel Matzneff, Vanessavirus, traduzione di Giuliano Ferrara, Macerata, Liberilibri, 2021.